# British Rail Class 323
British Rail Class 323 – typ elektrycznych zespołów trakcyjnych, budowanych w latach 1992–1993 przez zakłady firmy Hunslet. Łącznie zbudowano 43 zestawy tego typu. Obecnie pociągów tych używają dwaj przewoźnicy. London Midland wykorzystuje je na trasach podmiejskich w regionie West Midlands. Z kolei w barwach Northern Rail obsługują trasy podmiejskie i regionalne mające początek w Manchesterze.

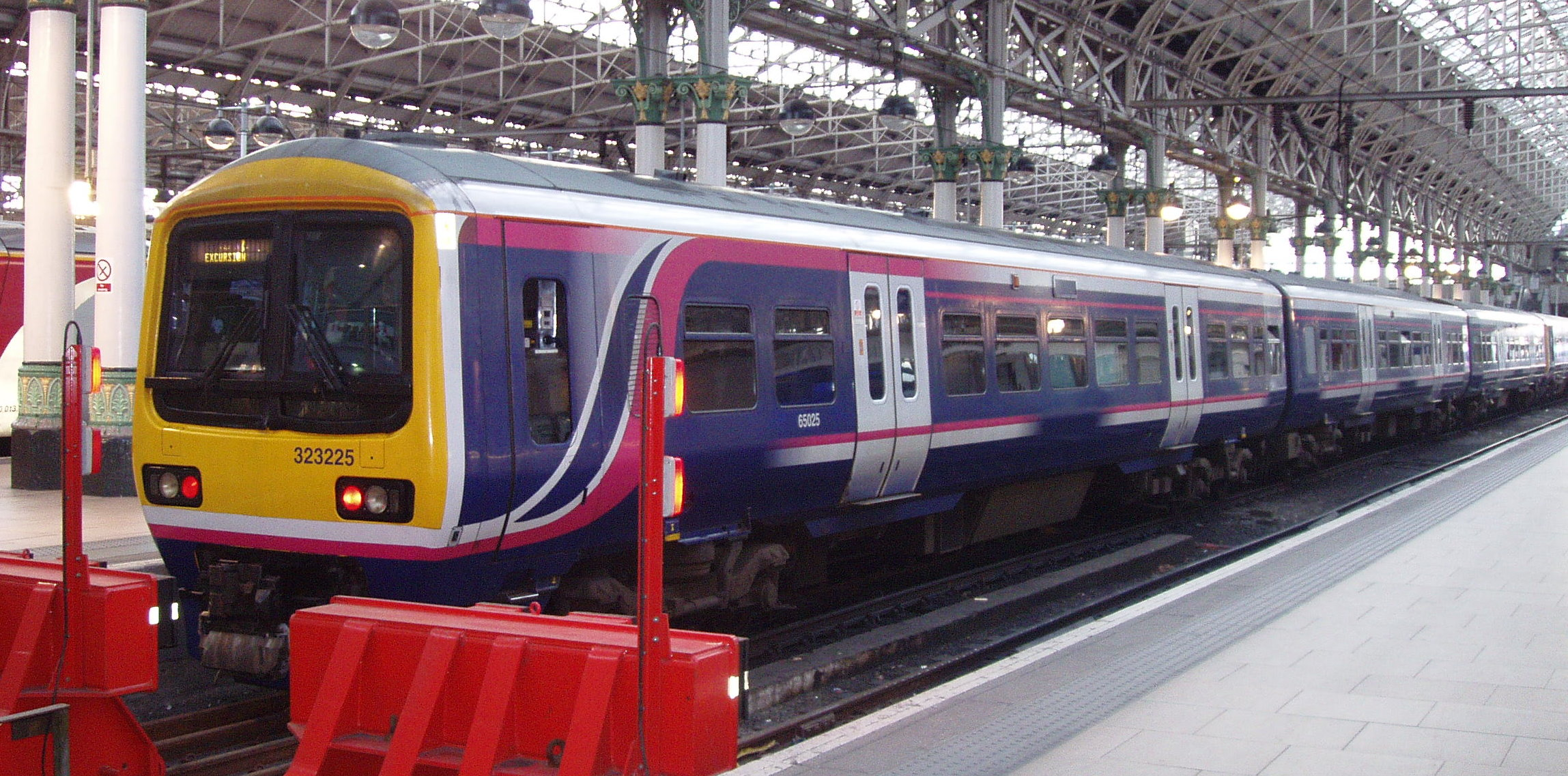
Jeden ze składów eksploatowanych przez Northern Rail